# کدلک
کدلک (به لاتین: Kadalak) یک منطقهٔ مسکونی در افغانستان است که در ولایت بامیان واقع شده‌است.